# Mycobates debilis
Mycobates debilis är en kvalsterart som beskrevs av Mihelcic 1957. Mycobates debilis ingår i släktet Mycobates och familjen Punctoribatidae. Inga underarter finns listade i Catalogue of Life.